# Rudunki (Łódź)
Pour les articles homonymes, voir Rudunki.
Rudunki (prononciation [ruˈduŋki]) est un village de la gmina de Zadzim, du powiat de Poddębice, dans la voïvodie de Łódź, situé dans le centre de la Pologne.
Il se situe à environ 2 kilomètres (km) à l'ouest de Zadzim (siège de la gmina), 17 kilomètres au sud-ouest de Poddębice (siège du powiat) et 45 kilomètres à l'ouest de Łódź (capitale de la voïvodie).

## Administration
De 1975 à 1998, le village était attaché administrativement à l'ancienne voïvodie de Sieradz.

Depuis 1999, il fait partie de la nouvelle voïvodie de Łódź.